# Hypoisotachis multiceps
Hypoisotachis multiceps là một loài rêu trong họ Balantiopsaceae. Loài này được Lindenb. & Gottsche R.M. Schust. ex J.J. Engel & G.L. Merr. mô tả khoa học đầu tiên năm 1997.